# 蘇我比咩神社
蘇我比咩神社（そがひめじんじゃ）は、千葉県千葉市中央区蘇我二丁目にある神社である。式内社で、旧社格は郷社。
蘇我比咩大神と千代春稲荷大神を主祭神とし、天照皇大神・春日神（経津主神・武甕槌神・天児屋根神・天児屋根比売神）・八幡神（応神天皇・比咩大神・神功皇后）を配祀する。中世には春日神が信仰の中心となっており、春日大明神と称していた。

## 歴史
創建の年代は不詳である。紀記神話によれば、日本武尊の東征の際、相模から総国に渡ろうとしたとき暴風雨に遭い、それを鎮めるために日本武尊の后の弟橘姫が入水した。社伝によれば、そのとき弟橘姫に付き従ってきた5人の女性も一緒に水に入ったが、そのうちの一人、蘇我大臣の娘の蘇我比咩だけは浜に打ち上げられ、里人の看護により蘇生し、都に帰った。後に里人は、日本武尊が帰途に亡くなったことを聞き、その霊を慰めるために社を建てて祀った。応神天皇はその行為に感激し、蘇我一族をこの周辺の国造として派遣した。蘇我氏は春日大社と比咩神社を信仰しており、両社を勧請して蘇我比咩神社を創建したという。
ただしこれには別の伝承もあり、浜に打ち上げられ蘇生したのは弟橘姫であり、弟橘姫が「我、蘇（よみがえ）り」と言ったので「蘇我」という地名となったともいう。
延喜式神名帳には「下総国千葉郡 蘇賀比咩神社」と記載され、小社に列している。
天正19年（1613年）、徳川家康が社領10石を寄進した。

## 境内

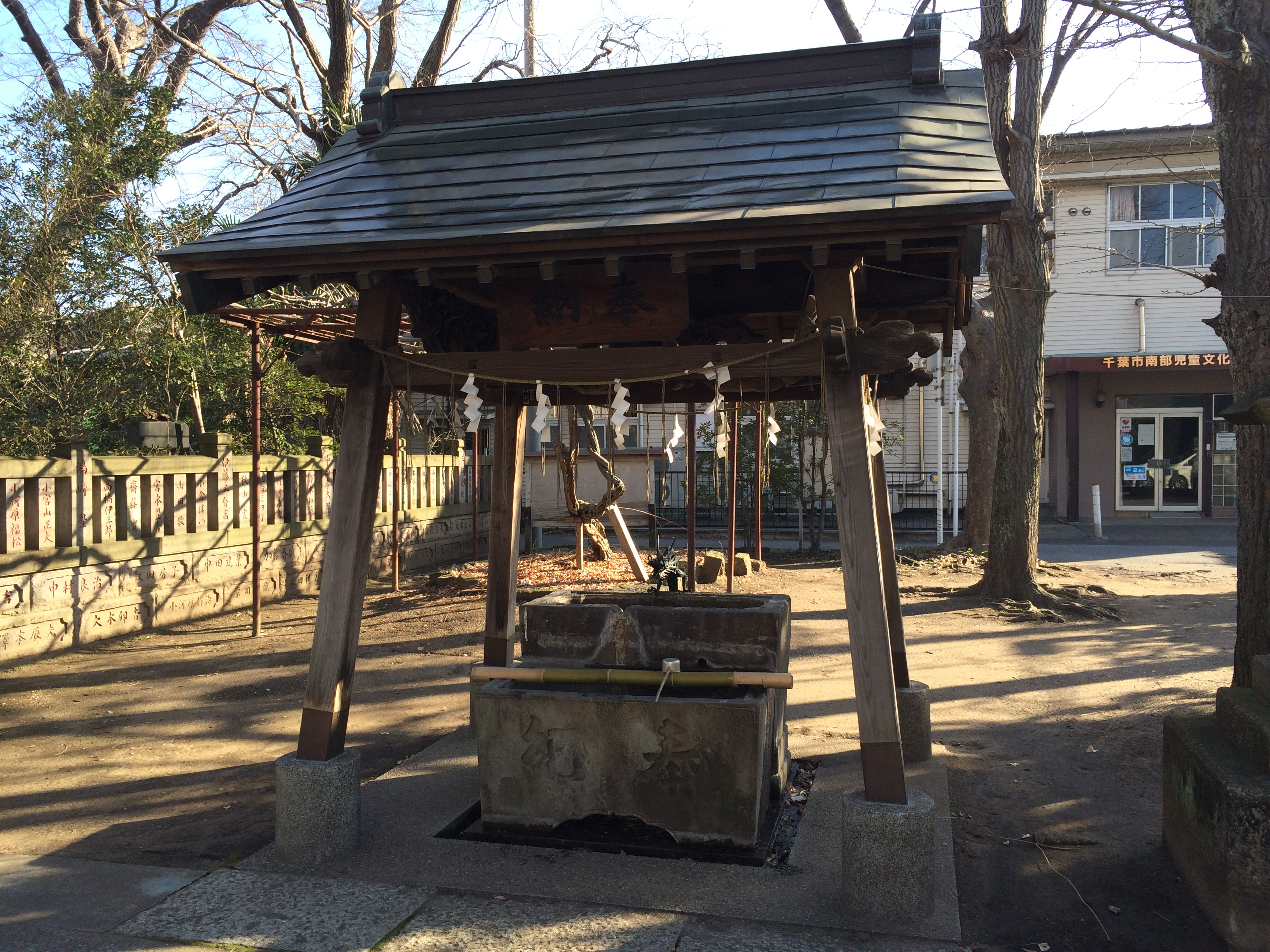
手水舎
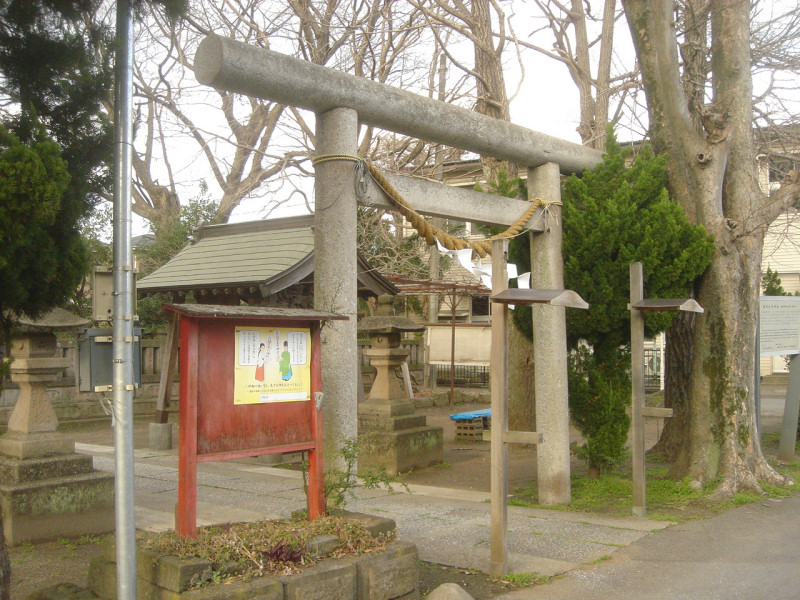
鳥居

## 交通
- JR蘇我駅下車